# Deutscher Oktober
Der Begriff Deutscher Oktober bezeichnet den Plan des Exekutivkomitees der Kommunistischen Internationale (EKKI), die Staatskrise der Weimarer Republik auf ihrem Höhepunkt im Jahr 1923 für einen bewaffneten Umsturz in Deutschland auszunutzen. Nach dem Vorbild der russischen Oktoberrevolution von 1917 wollten die Kommunisten die Macht an sich reißen und damit das Signal zur Revolution in Mitteleuropa geben. Fernziel war der Sieg der kommunistischen Weltrevolution. Als die KPD unter der Losung einer linken „Einheitsfront“ im Oktober 1923 mit der SPD in Thüringen und Sachsen Regierungsbündnisse einging, sahen die Akteure eine günstige Ausgangsbasis für eine Erhebung. Die Revolution, die für Oktober/November 1923 geplant war, wurde jedoch durch Maßnahmen der Reichsregierung, insbesondere die Reichsexekution gegen Sachsen und Thüringen, vereitelt.

## Ausgangslage in Deutschland
Die Ereignisse sind Teil der existenziellen Krise der Weimarer Republik des Jahres 1923. Vier wesentliche Ereignisse des Jahres 1923, die Ruhrbesetzung, separatistische Unruhen im Rheinland und der Pfalz, die Hyperinflation sowie die Gefahr eines aufs Reich ausgreifenden Putsches in Bayern bedrohten die ungefestigte Republik und die Reichsregierung. Sie ließen die Weimarer Republik im Herbst 1923 in politischem Chaos versinken. Auf Anordnung von Reichspräsident Friedrich Ebert wurde am 26. September 1923 der Ausnahmezustand über das Deutsche Reich verhängt.

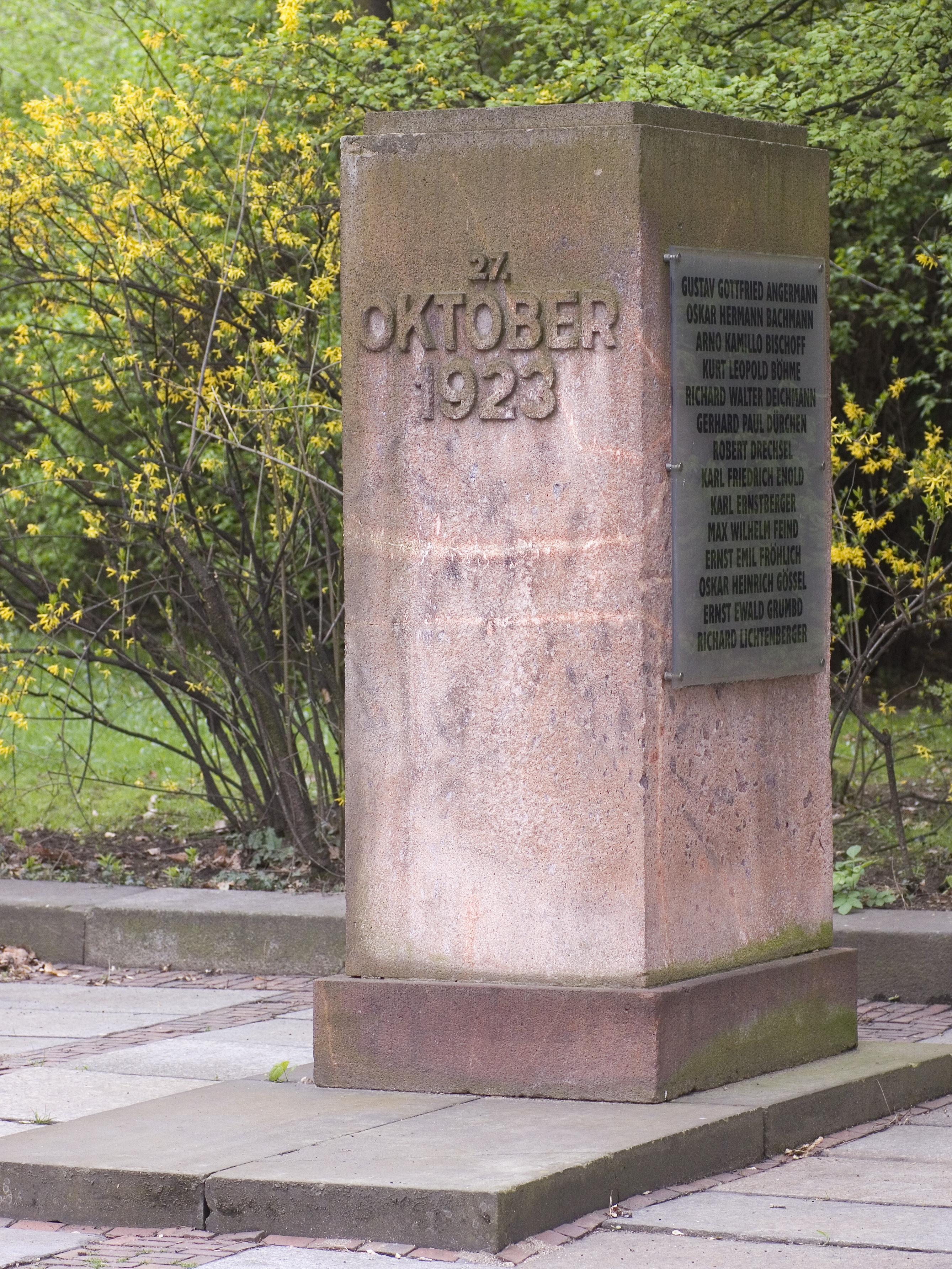
Freiberg, Platz der Oktoberopfer, Denkmal für die Demonstranten, die am 27. Oktober 1923 von der Reichswehr erschossen wurden

### Besetzung des Ruhrgebietes durch Franzosen und Belgier
Kurz nach Amtsantritt der Regierung Cuno marschierten am 11. Januar 1923 belgische und französische Truppen in Deutschland ein und besetzten das Ruhrgebiet. Die Begründung war ein Vorwand: Nichterfüllung von Reparationen nach dem Friedensvertrag von Versailles durch u. a. mangelnde Lieferung von Schnittholz, Telegrafenstangen und Kohle. Es ging Frankreich u. a. einerseits darum, ein Druckmittel gegenüber seinem ehemaligen Kriegsgegner zu erhalten und andererseits gab es starke Sicherheitsinteressen. Dieses Vorgehen wurde sehr kritisiert und unter anderem als eine Politik „hart am Rand des Krieges“ angesehen. Von den Alliierten erhielt Frankreich keine Unterstützung. Großbritannien protestierte gegen die Besetzung.
Die Antwort der Regierung Cuno war eine Politik des passiven Widerstandes: die „Nichtbefolgung von Anweisungen der Besatzer.“ Im Rahmen des passiven Widerstandes fanden unter anderem öffentliche Schweigegedenken statt, oder die Beamten und Mitarbeiter der Reichsbahn verzögerten Zugfahrten der Kohlezüge nach Westen. Als das wirksam wurde, gingen die Besatzer nach einiger Zeit dazu über, Zechen und Kokereien zu beschlagnahmen und stillzulegen und Personen zu verhaften. Außerdem übernahmen sie das Eisenbahnwesen. Das Reich musste die Gehälter der Beamten und Angestellten der Reichsbahn weiterbezahlen und zudem den Bergbauunternehmen große Kredite geben, damit sie die Gehälter ihrer Arbeiter bezahlen konnten. Dies verstärkte die wirtschaftliche Notlage, die in die Hyperinflation mündete.

### Streiks im Reich und Umsturzbestrebungen in Sachsen und Thüringen
Gleichzeitig kam es im Reich, besonders in Bayern, zu Streiks und Aufständen gegenüber der Reichsregierung. Der KPD nahestehende Gewerkschaften und Arbeiterversammlungen versuchten sogar einen Generalstreik gegen die Regierung Cuno anzuzetteln. In dieser Zeit war die KPD in Sachsen, wo eine sozialdemokratische Minderheitsregierung unter Erich Zeigner mit parlamentarischer Hilfe der KPD regierte, und in Thüringen sehr einflussreich. Eine Folge war, dass die paramilitärischen Proletarischen Hundertschaften dort nicht verboten waren, vielmehr seit August 1923 damit begannen, ihre militärischen Übungen zu verstärken und Waffen zu sammeln. Auch in Thüringen mit einer sozialdemokratischen Minderheitsregierung unter August Frölich war die KPD einflussreich und ihre Hundertschaften nicht verboten.

### Separatisten im Rheinland und der Pfalz
Ebenfalls im Herbst 1923 gab es separatistische Unruhen im Rheinland mit dem Ziel der Gründung einer Rheinischen Republik und Loslösung vom Deutschen Reich. Ab dem 21. Oktober 1923 brachten die Separatisten einige rheinische Stadt- und Gemeindeverwaltungen (z. B. in Aachen, Koblenz, Bonn, Wiesbaden, Trier und Mainz) teilweise mit militärischer Hilfe der belgischen und französischen Besatzungstruppen unter ihre Kontrolle.  Am 21. Oktober riefen sie eine „Rheinische Republik“ aus, am 12. November eine „Autonome Pfalz“. Da im Rheinland nach den Bestimmungen des Versailler Vertrages kein Militär erlaubt war, konnte die Reichsregierung auch keine Soldaten einsetzen, um den Aufstand zu beenden. Die Herrschaft der Separatisten wurde von Frankreich zunächst anerkannt. Hintergrund waren Sicherheitsinteressen der Franzosen, die zwischen Frankreich und Deutschland Pufferstaaten einrichten wollten. Dies stieß bei der deutschen, britischen und amerikanischen Regierung auf deutliche Missbilligung, sowie energischen Widerstand der Bevölkerung und führte bis November 1923 durch preußische Polizeieinsätze und Hilfskräfte, sowie die Aufgabe der Unterstützung durch die Franzosen, zum Ende der Aufstände.

## Versuch einer kommunistischen Revolution in Deutschland

### Entscheidung in Moskau
Die Entscheidung über einen kommunistischen Revolutionsversuch fiel in Moskau. Zahlreiche Streiks gegen die rechtsgerichtete Regierung Wilhelm Cunos (Cuno-Streiks) schienen der Beginn revolutionärer Ereignisse zu sein. Der Vorsitzende der Komintern Grigori Sinowjew wies die KPD am 15. August 1923 an, sich auf eine herannahende revolutionäre Krise vorzubereiten. Dem stimmte Leo Trotzki ausdrücklich zu. Am 23. August 1923 kam es zu einer geheimen Sitzung des Politbüros der Kommunistischen Partei Russlands. Auch der Deutschland-Experte Karl Radek befürwortete dort ein offensives Vorgehen. Skeptisch zeigte sich von Anfang an Josef Stalin, der in seiner Position als Generalsekretär der KPR(B) erstmals mit außenpolitischen Problemen konfrontiert war. Der Vorteil, den sich die sowjetische Führung von der Ausführung des Plans versprach, war, dass nach einem Sieg der KPD das hoch industrialisierte „Sowjetdeutschland“ den wirtschaftlichen Aufbau der noch überwiegend agrarischen Sowjetunion unterstützen würde. Der schwerkranke Lenin, der sich seit einem Schlaganfall im März 1923 nicht mehr verständlich machen konnte, spielte bei der Entscheidungsfindung keine Rolle mehr. Am Ende der Sitzung wurde eine Kommission des ZK aus vier Mitgliedern gebildet und umgehend unter falschen Identitäten zur illegalen Arbeit nach Deutschland geschickt. Die Mitglieder waren Radek, Unschlicht, Wassili Schmidt und Pjatakow. Radek sollte im Sinne Moskaus auf das ZK der KPD einwirken, Schmidt als Organisator der revolutionären Zellen innerhalb der deutschen Gewerkschaften fungieren, auf Pjatakow entfiel die allgemeine Koordination und Verbindung mit Moskau, und Unschlicht war verantwortlich für paramilitärische Belange sowie für die Bildung einer deutschen Tscheka für die Zeit nach dem Umsturz. Ihre Untergrundarbeit inoffiziell unterstützen sollte auch der sowjetische Botschafter in Berlin, Nikolai Krestinski. Dieser war für die Verwaltung der geheimen Gelder (400.000 US-Dollar) zur Vorbereitung des Deutschen Oktober verantwortlich.
Für die Führung in Moskau schien die Situation in Deutschland der in Russland im Sommer 1917 vergleichbar. Die innen- und außenpolitische Krise in Deutschland hatte sich 1923 derartig zugespitzt, dass eine gewaltsame Lösung von rechts oder links geradezu als logisch angesehen wurde. Für die Kommunisten ging es zunächst um die Entscheidung, ob die KPD oder die Faschisten den ersten Schlag führen sollten. Radek plädierte für eine baldige Offensive. Dabei spielten auch innersowjetische Aspekte eine Rolle. Als Anhänger von Trotzki sah er eine Möglichkeit, dessen Position gegenüber Sinowjew und Stalin zu stärken. Von einem Erfolg in Deutschland erhoffte man sich auch eine positive Wirkung auf die Stimmung in Russland. Im September entschied sich die Komintern schließlich endgültig für den Deutschen Oktober. Am 9. November 1923, genau fünf Jahre nach der deutschen Novemberrevolution von 1918, sollte – nach den Plänen Leo Trotzkis – das Deutsche Reich durch eine Revolution zu einem kommunistischen Land werden.

### Rolle der KPD
Heinrich Brandler, der Vorsitzende der KPD, war zunächst skeptisch, ließ sich aber von den Plänen überzeugen. Brandler, der noch im August vor übereilten Schritten gewarnt hatte, schwenkte nun um und malte die Erfolgsaussichten des Unternehmens in rosigsten Farben: 253000 Kommunisten stünden in proletarischen Hundertschaften zum Kampf bereit; aus ihnen könnten im Laufe von sechs bis acht Wochen fünfzehn Divisionen gebildet werden. Waffen seien in genügender Zahl vorhanden. Die Linken, unter anderem Ruth Fischer und Ernst Thälmann, waren von Anfang an zum Losschlagen bereit. Besonders Arkadi Maslow aus der Fischer-Gruppe blieb trotz Moskauer Drohungen unkooperativ. Als Voraussetzung der Aktion gab Sinowjew den Eintritt der KPD in die sächsische Landesregierung vor. Von dieser Position aus sollten die Arbeiter bewaffnet werden. In Sachsen und Thüringen sollten jeweils 50.000 bis 60.000 Arbeiter bewaffnet werden. Beide Länder sollten gegen die Nationalsozialisten aus Bayern verteidigt werden. Die Reichswehrtruppen sollten ignoriert werden.

## Ereignisse in Sachsen, Thüringen und Hamburg

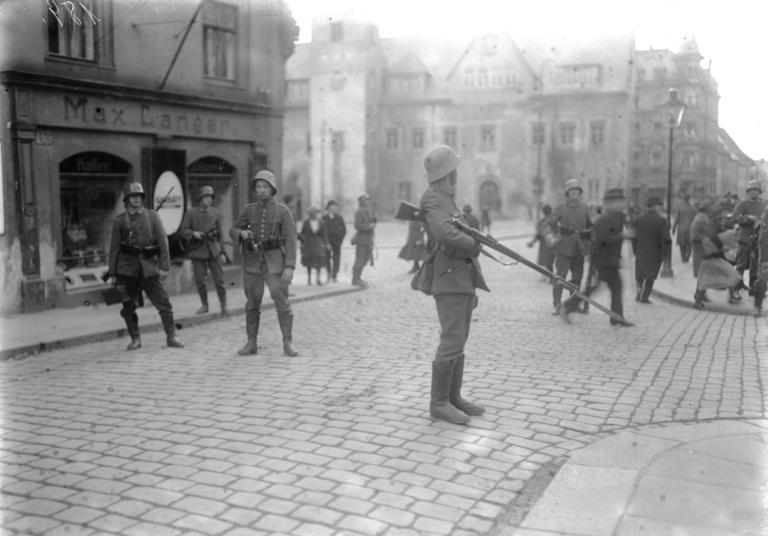
Abriegeln einer Straße durch Reichswehr mit gefälltem Bajonett in Freiberg in Sachsen

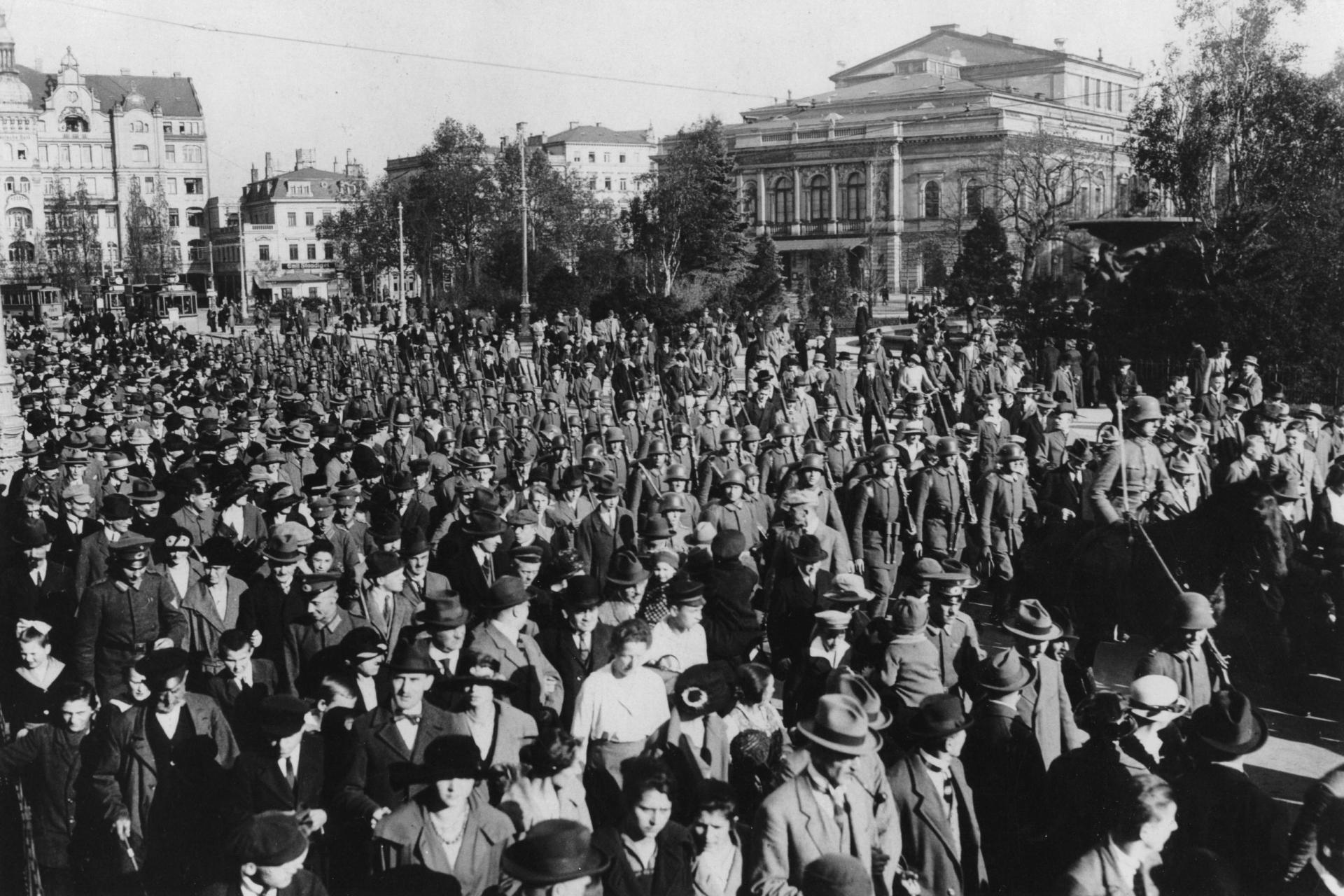
Truppen der Reichswehr marschieren auf den Dresdner Landtag zu

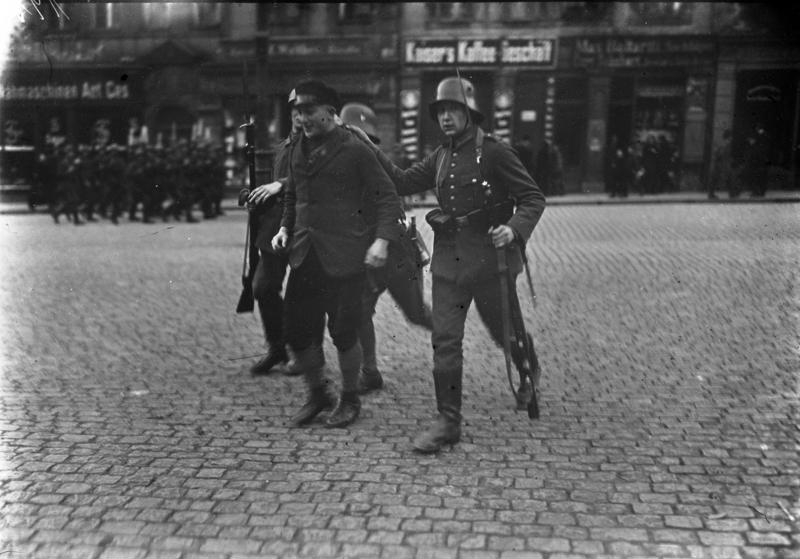
Verhaftung eines Mitglieds der Proletarischen Hundertschaften durch Reichswehr-Truppen

Die innenpolitische Lage in Deutschland spitzte sich im Laufe der Vorbereitungen indes weiter zu. Brennpunkte waren Sachsen, Thüringen und Hamburg.
Am 10. Oktober 1923 trat die KPD wie geplant in die sächsische Regierung Zeigner ein. Allerdings gelang es nicht wie erhofft, das Innenministerium und damit den Befehl über die Polizei zu erhalten. Dennoch übernahm der KPD-Vorsitzende Heinrich Brandler als Leiter der Staatskanzlei eine wichtige Rolle.
Am 16. Oktober trat die KPD auch in Thüringen in die Regierung ein. Diese Vorgänge waren legal und die Regierungen unternahmen auch keine reichsfeindlichen Schritte. Damit unterschied sich die Lage grundsätzlich von der in Bayern, wo Gustav von Kahr und dessen rechtsradikales Umfeld einen Putsch planten. In Berlin hingegen zweifelte niemand daran, dass der Regierungseintritt lediglich eine Vorstufe eines bewaffneten kommunistischen Aufstandes bilden würde.
Zusammen mit linksgerichteten Sozialdemokraten stellte die KPD Kampfverbände zusammen, die die Revolution herbeiführen sollten. Diese wurden „Proletarische Hundertschaften“ genannt.
Die zum linken Flügel der SPD zählenden sächsischen und thüringischen Sozialdemokraten versprachen sich von einer Koalition mit den Kommunisten einerseits die Überwindung der Feindschaft zwischen den beiden Arbeiterparteien; andererseits wollten sie mit Hilfe der „Proletarischen Hundertschaften“ den aus Bayern befürchteten „Marsch auf Berlin“ (Hitlerputsch) stoppen. Die revolutionären Absichten der KPD, gesteuert aus Moskau, nahmen sie nicht wahr.
Am 13. Oktober 1923 ließ der in Sachsen kommandierende Generalleutnant Alfred Müller, der seit dem 27. September auch Inhaber der vollziehenden Gewalt war, die „Proletarischen Hundertschaften“ verbieten. Am 16. Oktober wurde die sächsische Polizei direkt der Reichswehr unterstellt. Damit war der Regierung ihre wichtigste Machtbasis entzogen und sie de facto bereits weitgehend entmachtet.
Die Möglichkeit eines kommunistischen Aufstands blieb indes bis zum 21. Oktober real. Für diesen Tag hatte die KPD zu einer Arbeiterkonferenz nach Chemnitz aufgerufen. Sollte sich die Stimmung der Versammlung als günstig erweisen, sollte der Generalstreik ausgerufen werden und der Aufstand beginnen. 450 Arbeiterdelegierte – Kommunisten, Gewerkschafter und einige Sozialdemokraten kamen zur Konferenz. Brandler stieß jedoch mit einem entsprechenden Vorstoß nicht auf Zustimmung der Versammlung und die SPD drohte, die Koalition aufzukündigen. August Thalheimer hat später die Ereignisse in Chemnitz mit Blick auf den geplanten Roten Oktober als „Begräbnis dritter Klasse“ bezeichnet. Tatsächlich erkannten KPD und EKKI, dass die Kommunisten selbst in Sachsen völlig isoliert waren. Der Plan einer Erhebung wurde fallen gelassen.
Nur in Hamburg kam es zwischen dem 23. und 25. Oktober 1923 zu einem Aufstand (Hamburger Aufstand) von proletarischen Kämpfern, bei dem 24 Kommunisten und 17 Polizisten den Tod fanden. Bewaffnete kommunistische Trupps – rund 300 Mann – überfielen wie geplant 17 Polizeistationen, um Gewehre zu erbeuten, und besetzten öffentliche Gebäude. Einer ihrer Anführer war Ernst Thälmann. Die Polizei konnte sich jedoch binnen weniger Tage durchsetzen. Die Hintergründe sind ungeklärt; entweder wollte die aktionistische Hamburger KPD-Leitung die vorsichtigere Parteiführung in Berlin doch noch zum Losschlagen zwingen oder sie wurde von ihren Delegierten, die in Chemnitz erst nach der Konferenz eintrafen, irrtümlich falsch informiert.
In Sachsen ging die Reichswehr mit Gewalt gegen die Kommunisten vor. Vom 21. bis zum 27. Oktober kam es in verschiedenen Städten zu Schießereien mit Verwundeten und Toten. Der Vormarsch der Armee fand ohne förmlichen Beschluss der Reichsregierung, aber im Auftrag des Reichspräsidenten Friedrich Ebert statt. Nach der Weigerung Zeigners, eine Regierung ohne Kommunisten zu bilden, kam es schließlich am 29. Oktober zu einer förmlichen Reichsexekution nach Artikel 48 der Reichsverfassung. Die sächsische Landesregierung unter dem sozialdemokratischen Ministerpräsidenten Erich Zeigner wurde auf Grundlage dieser Notverordnungen durch Reichspräsident Ebert faktisch ihres Amts enthoben. Das thüringische Kabinett löste sich angesichts dieser Entwicklung freiwillig auf.
Der frühere Justizminister Karl Rudolf Heinze wurde von der Reichsregierung zum Reichskommissar für Sachsen ernannt, die bisherigen sächsischen Minister von der Reichswehr aus ihren Diensträumen vertrieben. Am 30. Oktober trat Ministerpräsident Erich Zeigner schließlich formell zu Gunsten von Alfred Fellisch als Chef eines reinen SPD-Kabinetts zurück, womit auch das Mandat Heinzes als Reichskommissar beendet wurde.

## Reaktion in Moskau
In Moskau suchte man nach einem Sündenbock für das Oktober-Desaster. Er war rasch gefunden. In einem „geschlossenen Brief“ vom 5. November warf das EKKI der KPD-Führung vor, die Lage in Deutschland bewusst falsch dargestellt zu haben. Das von Trotzki so bezeichnete „Triumvirat“ an der Spitze der sowjetischen KPR(B) bestehend aus Stalin, Sinowjew und Kamenew nutzte Ende 1923 die Kritik an der „rechten“ Brandler-Gruppe, um zugleich gegen Trotzki und seine Anhänger vorzugehen. Der Streit über die Ursachen der Oktober-Niederlage wurde so verknüpft mit einem von Stalin initiierten politischen Angriff auf Trotzki, der mit einem weiteren Machtverlust seines Kontrahenten einherging.

## Historische Einordnung des Deutschen Oktober in den Kontext der deutschen Geschichte
Historisch nicht dem Deutschen Oktober zugeordnet, aber zeitgleich eingeleitet und im November 1923 gescheitert, war der Hitlerputsch, ein Versuch aus dem rechtsnationalen Lager die erste parlamentarische Demokratie in Deutschland zu erschüttern. Nicht nur die KPD probte bekanntlich am 9. November 1923 den Umsturz, sondern auch die extreme Rechte mit dem Münchner Bierkellerdemagogen Adolf Hitler und dem Weltkriegsgeneral Erich Ludendorff an der Spitze.
Die kausalen Zusammenhänge der Ereignisse werden erst in der Gegenwart gänzlich klar, da die Archive in Moskau – und die entsprechenden Geheimprotokolle – erst jetzt den Historikern zugänglich sind. Die umfänglichste Darstellung dazu findet sich in Deutscher Oktober 1923. Ein Revolutionsplan und sein Scheitern (2003).
Zusammenfassend war die Mischung der Fehlentscheidungen der französischen Besatzungsmacht und der Sowjets, die desaströse wirtschaftliche und politische Lage Deutschlands nach dem verlorenen Ersten Weltkrieg, Folgen des Friedensvertrags von Versailles sowie Umsturzaktionen politisch extremer Gruppierungen von Links und Rechts für die schwierige Lage der Reichsregierung im Jahre 1923 verantwortlich. Der „deutsche Oktober“ musste bereits in Sachsen und Thüringen vorzeitig abgebrochen werden, der „Marsch auf Berlin“ gelangte nicht einmal über München hinaus, und der rheinische Separatismus brach kläglich zusammen, nicht nur, weil die Akteure dilettantisch vorgingen, sondern vor allem, weil eine „Diktatur des Proletariats“ nach sowjetischem Muster, ein „Führerstaat“ nach italienischem Vorbild oder eine Zerstörung der Reichseinheit jeweils nur einer kleinen Minderheit der Bevölkerung als erstrebenswert galt.
In den Jahren von 1924 bis 1929 erlebte Deutschland in der Folge eine Zeit relativer Stabilität, wirtschaftlicher Erholung sowie außenpolitischer Anerkennung und Wertschätzung.